# O louco, a caixa e o homem
O louco, a caixa e o homem é um romance gráfico de Daniel Esteves (roteiro) e Will (arte), lançado de forma independente em outubro de 2011. O livro conta a história de um estranho carregando uma caixa que aborda um homem apressado em seguir seu caminho para uma festa. Ambos começam um diálogo confuso iniciado pela frase "Com licença, saberia me informar para onde estou indo?". O álbum foi produzido em conjunto pela escola HQEMFOCO e os coletivos Quarto Mundo e Petisco, aos quais pertencem os autores. O prefácio foi escrito pelo jornalista Paulo Ramos. Em 2012, o livro ganhou o Troféu HQ Mix na categoria "melhor publicação independente edição única".